# Сельское поселение «Усть-Нарин»
Сельское поселение «Усть-Нарин» (бур. Наринай Адагай hомон) — муниципальное образование в составе муниципального района «Могойтуйский район» Агинского Бурятский округа в Забайкальском крае Российской Федерации.
Административный центр — село Усть-Нарин.
В составе муниципального образования два населённых пункта: сёла Усть-Нарин и Нарин.
Глава сельского поселения — Базарова Найжидма Дугарнимаевна. Председатель Сельского Совета — Цыдыпова Людмила Андреевна.

## История
Закон Забайкальского края от 25 декабря 2013 года № 922-ЗЗК «О преобразовании и создании некоторых населенных пунктов Забайкальского края»:
Распоряжением Правительства России от 13 мая 2015 года № 860-Р селу Нарин присвоено название.

## География
Территория — 2133 га. Представляет собой равнины и плоскогорья.

## Население
| 2010 | 2011 | 2012 | 2013 | 2014 | 2015 | 2016 |
| ---- | ---- | ---- | ---- | ---- | ---- | ---- |
| 581  | ↘579 | ↘551 | ↗557 | ↘535 | ↘534 | ↘522 |
| 2017 | 2018 | 2019 | 2020 | 2021 |      |      |
| ↘519 | ↗520 | ↘517 | ↘507 | ↘451 |      |      |

## Экономика
Агрофирма УСТЬ-НАРИН (животноводство — свиньи, овцы, козы)

## Образование
МОУ «Усть-Наринская средняя общеобразовательная школа»

## Религия
В 20 километрах южнее села Усть-Нарин в 2007 году у горы Хан-Ула и озера Жараанай Нуур была построена ступа, посвящённая знаменитому буддийскому практику — йогину и тантристу, буддийскому ламе XIX века Намнанай Багши (Жанчип Од, Намна Най). Намнанай Багши считается перерожденцем Марпы-лоцзавы, предприняв рискованное путешествие в Тибет, он доставил оттуда текст тантры Ваджрабхайравы. Строительство ступы велось под эгидой Буддийской традиционной сангхи России

## Транспорт
По территории муниципального образования проходит автомобильная дорога Могойтуй — Боржигантай.